# Vernois-sur-Mance
Vernois-sur-Mance település Franciaországban, Haute-Saône megyében. Lakosainak száma 131 fő (2022. január 1.). Vernois-sur-Mance Neuvelle-lès-Voisey, Voisey, Betoncourt-sur-Mance, Rosières-sur-Mance és Vitrey-sur-Mance községekkel határos.

## Népesség
A település népessége az elmúlt években az alábbi módon változott:
| Lakosok száma | 170  | 155  | 149  | 150  | 146  | 144  | 141  | 138  | 135  | 131  |
|               | 2010 | 2013 | 2015 | 2016 | 2017 | 2018 | 2019 | 2020 | 2021 | 2022 |